# Luis Carlos Croissier
Luis Carlos Croissier Batista (Arucas, 19 de agosto de 1950) es un economista y político español que fue ministro de Industria y Energía en el segundo Gobierno de Felipe González. Fue el primer presidente de la Comisión Nacional del Mercado de Valores, desde su creación en 1988 hasta 1996.

## Biografía
Nació en 1950 en Arucas, población situada en la isla canaria de Gran Canaria. Estudió Ciencias Económicas en la Universidad Complutense de Madrid y posteriormente fue profesor de política económica en la misma universidad. 

### Actividad profesional
Profesor de Política Económica en la Universidad Complutense. Funcionario del Cuerpo Superior de Técnicos Administración Civil desde 1975. Subdirector General de la Oficina Presupuestaria del Ministerio de Industria y Energía. Subsecretario del Ministerio de Industria 1982-84. Presidente del Instituto Nacional de Industria 1984-86. Ministro de Industria y Energía 1986-88. Presidente de la Comisión Nacional del Mercado de Valores 1988-96. Consultor internacional en Hispanoamérica 1996-99. Ha sido miembro de varios consejos de administración de empresas cotizadas: Adolfo Domínguez, Alantra Partners, Jazztel, Testa y Repsol. En 2016 fue nombrado presidente de Adveo (la antigua papelera Unipapel), que entró en concurso de acreedores en 2018 y sería posteriormente liquidada.

### Actividad política
Miembro del Partido Socialista Obrero Español (PSOE), después de las elecciones generales de 1982, que llevaron al poder al PSOE, fue nombrado Subsecretario del Ministerio de Industria y Energía por el titular del departamento, Carlos Solchaga. Durante esos años Croissier también ostentó la presidencia del Instituto Nacional de Industria (INI). Proclamado Diputado en el Congreso en sustitución de Francisco Fernández Ordóñez en enero de 1983, debió renunciar a su escaño el 17 de febrero del mismo año al considerarse incompatible su destino en el Ministerio con el puesto de Diputado.
Después de las elecciones generales de 1986 fue nombrado Ministro de Industria y Energía por parte de Felipe González, abandonando el Ministerio en 1988. Desde su posición de subsecretario, presidente del INI y ministro, fue impulsor de la política de reconversión industrial y de privatizaciones de grandes empresas públicas. Tras cesar como ministro, al crearse la Comisión Nacional del Mercado de Valores (CNMV), fue su primer presidente, ocupando dicho cargo entre 1988 y 1996.